# Holographic Universe
Holographic Universe — третій повноформатний альбом шведського гурту Scar Symmetry, виданий у 2008 році лейблом Nuclear Blast. Матеріал було записано та опрацьовано на Black Lounge Studios у шведському місті Авеста. Альбом став останнім релізом гурту виданим за участі незмінного до цього вокаліста Крістіана Ельвестама, що невдовзі залишив проект.
Швидше за все, альбом було створено за мотивами книги Майкла Талбота «Голографічний Всесвіт» (англ. Holographic Universe). Реліз викликав жваве зацікавлення у критиків, які почали у дечому порівнювати Scar Symmetry з відомим прогресив-метал гуртом Dream Theater. Оглядач порталу Blabbermouth.net зазначив, що альбом кардинально не відрізняється від попередніх релізів, проте є чудово структурованим і сприймається одночасно, як дуже важкий реліз, проте доступний для сприйняття.
На відкриваючу пісню альбому Morphogenesis було відзнято відеокліп, що потрапив до ротації численних світових телеканалів, зокрема українського телеканалу A-ONE. Це був єдиний сингл з альбому, виданий 17 вересня 2008 року.
Від гітариста гурту Пера Нільссона з'явилася інформація про те, що для альбому було записано 13 треків, проте пісня Disintegrate The Hourglass так і не увійшла в альбом. Будь-якого іншого підтвердження даної інформації знайти так і не вдалося.

## Список пісень
| #   | Назва                                        | Тривалість |
| --- | -------------------------------------------- | ---------- |
| 1.  | «Morphogenesis»                              | 3:53       |
| 2.  | «Timewave Zero»                              | 5:13       |
| 3.  | «Quantumleaper»                              | 4:09       |
| 4.  | «Artificial Sun Projection»                  | 3:58       |
| 5.  | «The Missing Coordinates»                    | 4:37       |
| 6.  | «Ghost Prototype I - Measurement of Thought» | 4:35       |
| 7.  | «Fear Catalyst»                              | 5:03       |
| 8.  | «Trapezoid»                                  | 4:17       |
| 9.  | «Prism and Gate»                             | 3:46       |
| 10. | «Holographic Universe»                       | 9:05       |
| 11. | «The Three-Dimensional Shadow»               | 3:57       |
| 12. | «Ghost Prototype II - Deus Ex Machina»       | 6:02       |

## Склад гурту
- Крістіан Ельвестам — вокал
- Юнас Челльгрен — гітара
- Пер Нільссон — гітара
- Кеннет Сеіл — бас-гітара
- Генрік Ульссон — ударні